# Henry W. Harrington

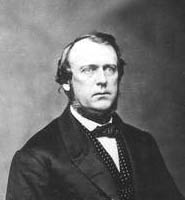
Henry W. Harrington

Henry William Harrington (* 12. September 1825 bei Cooperstown, New York; † 20. März 1882 in Indianapolis, Indiana) war ein US-amerikanischer Politiker. Zwischen 1863 und 1865 vertrat er den Bundesstaat Indiana im US-Repräsentantenhaus.

## Werdegang
Henry Harrington besuchte die öffentlichen Schulen seiner Heimat und danach von 1845 bis 1848 die Temple Hill Academy im Livingston County. Nach einem Jurastudium in Geneseo und seiner Zulassung als Rechtsanwalt begann er in Nunda in diesem Beruf zu arbeiten. Im Jahr 1856 zog er nach Madison in Indiana, wo er ebenfalls als Anwalt praktizierte.
Politisch war Harrington Mitglied der Demokratischen Partei. In den Jahren 1860, 1868 und 1872 nahm er als Delegierter an den jeweiligen Democratic National Conventions teil. Bei den Kongresswahlen von 1862 wurde er im dritten Wahlbezirk von Indiana in das US-Repräsentantenhaus in Washington, D.C. gewählt, wo er am 4. März 1863 die Nachfolge von William McKee Dunn antrat. Da er im Jahr 1864 dem Republikaner Ralph Hill unterlag, konnte er bis zum 3. März 1865 nur eine Legislaturperiode im Kongress absolvieren, die von den Ereignissen des Bürgerkrieges geprägt war.
Von 1866 bis 1867 arbeitete Henry Harrington für die Steuerbehörde im dritten Finanzbezirk des Staates Indiana. Danach praktizierte er wieder als Anwalt. Zwischen 1872 und 1874 lebte er in St. Louis (Missouri), danach ließ er sich in Indianapolis nieder. Dort ist er am 20. März 1882 auch verstorben.